# Reinhard Kienast
Reinhard Kienast (* 2. September 1959 in Wien) ist ein ehemaliger österreichischer Fußball-Nationalspieler. Der Allrounder erreichte mit seinem Stammverein Rapid 1985 das Finale im Europacup der Cupsieger und konnte fünfmal österreichischer Meister werden.

## Karriere
Reinhard Kienast stammt aus einer Rapid-Familie, denn nicht nur er, sondern auch sein älterer Bruder Wolfgang sowie sein Neffe Roman spielten für die Grün-Weißen in der Meisterschaft. Als erfolgreichster der drei gilt allerdings Reinhard Kienast, der zunächst vor allem in der Verteidigung und im Mittelfeld spielte, als Allrounder aber später auch im Angriff zum Einsatz kam. Bei Rapid in der Meisterschaft spielte er von 1978 bis 1992, also insgesamt 14 Saisonen lang in der Bundesliga. Später spielte er noch für den FavAC und betreute die Rapid-Mannschaft auch kurzzeitig als Co-Trainer. 
Reinhard Kienast war Fixbestandteil der erfolgreichen Mannschaft der 80er Jahre, mit der er vier Mal österreichischer Meister wurde, ebenso oft den ÖFB-Cup gewann und als Krönung 1985 im Finale des Eurocups der Cupsieger stand, welches allerdings mit 1:3 an den FC Everton ging. Hervorzuheben ist in diesem Zusammenhang sein Tor in der letzten Meisterschaftsrunde 1986/87 zum 2:1 gegen den Sport-Club, welches Rapid in einem Herzschlagfinale die Meisterschaft einbrachte sowie der entscheidende Treffer zum Cupsieg 1984 gegen die Austria. Von den Fans wurde er 1985 zu Österreichs Fußballer des Jahres gewählt.
In der Nationalmannschaft kam Reinhard Kienast ebenfalls zwischen 1983 und 1987 zum Zug, insgesamt absolvierte er 13 Länderspiele. Besonders in Erinnerung bleiben dabei sein Siegestor beim 1:0 gegen Schweden 1986 sowie sein Doppelpack beim sensationellen 4:1-Sieg über Deutschland anlässlich der Wiedereröffnung des Praterstadions im selben Jahr.
Seine erste Trainerstation war in der Saison 1993/1994 als Assistenztrainer von Hubert Baumgartner beim SK Rapid Wien. Als Trainer war Reinhard Kienast beim burgenländischen Klub UFC Pama tätig. Danach arbeitete er wieder als Co-Trainer, diesmal jeweils gemeinsam mit Andreas Ogris beim 1. Simmeringer SC und beim PSV Team für Wien. Aktuell übt Reinhard Kienast seit der Saison 2011/2012 die Funktion des sportlichen Leiters beim Wiener Unterhausklub 1. SC Kalksburg Rodaun aus.

## Erfolge
- 1 × Finale Europacup der Cupsieger: 1985
- 4 × Österreichischer Meister: 1982, 1983, 1984, 1987, 1988
- 4 × Österreichischer Cupsieger: 1983, 1984, 1985, 1987

| Personendaten    | Personendaten                   |
| ---------------- | ------------------------------- |
| NAME             | Kienast, Reinhard               |
| KURZBESCHREIBUNG | österreichischer Fußballspieler |
| GEBURTSDATUM     | 2. September 1959               |
| GEBURTSORT       | Wien                            |